# Dansk International Bosætningsservice
Dansk International Bosætningsservice (DIB), er en dansk politisk uafhængig NGO og ulandsorganisation, der er grundlagt i 1988.
Dansk International Bosætningsservice er en uafhængig medlemsorganisation, ledet af en medlemsvalgt bestyrelse. Det er organisationens formål at fremme bæredygtig bosætning gennem planlægning og iværksættelse af bosætningsprogrammer i udviklingslande.
Dansk International Bosætningsservice samarbejder med danske og internationale NGO'er samt faglige og sociale netværksstrukturer i forbindelse med at realisere sine projekter. Organisationen har været involveret i bosætningsprojekter i bl.a. Bolivia, Sydafrika, Cambodja, Malaysia, Sri Lanka og Thailand.